# آماده عشق‌ورزی
آمادهٔ عشق‌ورزی (انگلیسی: Ready for Romance) سومین آلبوم استودیویی از گروه موسیقی آلمانی مدرن تاکینگ است که در ۲۶ مه ۱۹۸۶ منتشر شد و ۵ هفتهٔ متوالی در صدر جدول موسیقی آلمان باقی ماند. این آلبوم از سوی انجمن فدرال صنعت موسیقی گواهینامهٔ پلاتین دریافت کرد.
«آمادهٔ عشق‌ورزی» در جدول‌های موسیقی اتریش و سوئیس هم صدرنشین بود و در کشورهای فنلاند، هلند، نروژ، اسپانیا، و سوئد در فهرست ۱۰ ترانه برتر بود. در جدول آلبوم‌های بریتانیا نیز به رتبه ۷۶ دست یافت و تنها آلبومی از مدرن تاکینگ بود که نامش در جدول آلبوم‌های بریتانیا قرار گرفت.
این آلبوم دو تک‌آهنگ مهم داشت: برادر لویی و آتلانتیس بانگ می‌زند (درخواست کمک برای عشق) که هر دو در آلمان رتبه اول و در اتریش، سوئیس و سوئد جزء ۵ ترانه برتر بودند.

## پرسنل
- توماس آندرس – خوانندهٔ اصلی
- دیتر بولن – تنظیم‌کننده، تهیه‌کننده
- رولف کولر، میشائیل شولتس، دیتلف ویدکه – هم‌خوانان
- لوئیس رودریگس – تهیه‌کننده، مهندس صدا
- مانفرد فورمشتاین – کارگردان هنری، طراحی عکس‌ها
- دیدی تسیل – عکاس هنری

## فهرست ترانه‌های آلبوم
تمامی ترانه‌های زیر توسط دیتر بولن نوشته شده‌اند.
1. "برادر لویی" – ۳:۴۱
2. "تنها ما دو نفر (مونا لیزا)" – ۳:۵۴
3. "لیدی لی" – ۴:۵۵
4. "طبیب قلبم" – ۳:۱۶
5. "نجاتم ده - تباهم نکن" – ۳:۴۵
6. "آتلانتیس بانگ می‌زند (درخواست کمک برای عشق)" – ۳:۴۸
7. "عشق را زنده نگه دار" – ۳:۲۵
8. "آهای تو" – ۳:۲۰
9. "قلب اِینجی" – ۳:۳۷
10. "تنها عشق ممکن است قلبم را بشکند" – ۳:۳۵

## جداول موسیقی
| جدول موسیقی (۱۹۸۶)                        | بالاترین رتبه |
| ----------------------------------------- | ------------- |
| آلبوم‌های اتریشی (آلبوم‌های او۳)            | ۱             |
| آلبوم‌های هلندی (جدول‌های هلند)             | ۷             |
| ۱۰۰ آلبوم برتر اروپا (میوزیک و میدیا)     | ۱۱            |
| آلبوم‌های فنلاند (Suomen virallinen lista) | ۳             |
| آلبوم‌های فرانسه (SNEP)                    | ۱۹            |
| آلبوم‌های آلمانی (۱۰۰ آلبوم برتر رسمی)     | ۱             |
| آلبوم‌های نروژی (وی‌جی-لیستا)               | ۵             |
| آلبوم‌های اسپانیا (AFYVE)                  | ۴             |
| آلبوم‌های سوئدی (برترین‌های سوئد)           | ۶             |
| آلبوم‌های سوئیسی (جدول موسیقی سوئیس)       | ۱             |
| آلبوم‌های بریتانیا (شرکت جدول‌های رسمی)     | ۷۶            |

| جدول موسیقی (۱۹۸۶)                   | رتبه |
| ------------------------------------ | ---- |
| آلبوم‌های اتریش (آلبوم‌های او۳)        | ۸    |
| آلبوم‌های هلند (مگاچارتس)             | ۴۵   |
| آلبوم‌های اروپا (میوزیک و میدیا)      | ۳۲   |
| آلبوم‌های فرانسه (SNEP)               | ۵۳   |
| آلبوم‌های آلمان (۱۰۰ آلبوم برتر رسمی) | ۱۳   |
| آلبوم‌های سوئیس (جدول موسیقی سوئیس)   | ۲۰   |

## گواهی‌نامه‌ها
| منطقه                                                              | گواهی  | واحد گواهی‌شده/فروش |
| ------------------------------------------------------------------ | ------ | ------------------ |
| اتریش (فونوگرافی اتریش)                                            | طلا    | ۲۵٬۰۰۰*            |
| بلژیک (بی‌ئی‌ای)                                                     | طلا    | ۲۵٬۰۰۰*            |
| آلمان (بی‌وی‌ام‌آی)                                                   | پلاتین | ۵۰۰٬۰۰۰^           |
| هنگ کنگ (آی‌اف‌پی‌آی هنگ کنگ)                                         | طلا    | ۱۰٬۰۰۰*            |
| اسپانیا (سازنده‌های موسیقی)                                         | پلاتین | ۱۰۰٬۰۰۰^           |
| * رقم فروش تنها بر پایهٔ گواهی‌ها. ^ رقم توزیع تنها بر پایهٔ گواهی‌ها. |        |                    |